# Partit Nacional Socialista Alemany dels Treballadors (Txecoslovàquia)
El Partit Nacional Socialista Alemany dels Treballadors (en alemany: Deutsche Nationalsozialistische Arbeiterpartei, DNSAP, en txec: Nemecká národne socialistická strana dělnická) va ser un partit protofeixista d'ètnia alemanya a Txecoslovàquia, successor del Partit Obrer Alemany (DAP). Va ser fundat el novembre de 1919 a Duchcov. Els activistes més importants del partit van ser Hans Knirsch, Hans Krebs, Adam Fahrner, Rudolf Jung i Josef Patzel. El maig de 1932 tenia 1.024 agrupacions locals amb 61.000 membres.
A diferència del successiu partit germà a Àustria, que només va tenir un paper marginal en la política austríaca, la branca txecoslovaca va poder atreure un nombre considerable de vots a causa de la gran minoria alemanya dels Sudets a Txecoslovàquia. A les eleccions, va treballar juntament amb el Partit Nacional Alemany (en alemany: Deutsche Nationalpartei, DNP). El partit defensava l'autonomia cultural, territorial i l'anticlericalisme. També va mostrar tendències antisemites. Va organitzar una milícia feixista anomenada Volkssport. L'octubre de 1933 va ser prohibit pel govern txecoslovac per les seves activitats antiestatals. Es va dissoldre oficialment l'11 de novembre del 1933. Posterior a la seva dissolució, va ser succeït pel Partit Alemany dels Sudetes.